# Västergötlands runinskrifter 105
Runinskrift Vg 105 är inristad i en vikingatida runsten som är rest på Särestads gamla kyrka, Särestads socken, Åse härad, Grästorp.

## Stenen
Runstenen är 190 cm hög runristad gravhäll av granit.
Stenen som alltså ursprungligen varit en lagd häll, påträffades 1851 i den då rivna gamla kyrkan. Den restes 1938 på kyrkogården.
Stenen är daterad till ca 1100.

## Inskrifter
Translitterering av runraden:
-mekʀ : lakþi : stin : þ(a)nsi · ʀftiʀ : stinbiurn : s... ... ... : halbi : ut : hans : auk : su : hlka : sata · maria
Normalisering till runsvenska:
[Hæ]mingʀ lagði stæin þannsi æftiʀ Stæinbiorn, s[un ... Guð] hialpi and hans ok su hælga Sankta Maria.
Översättning till nusvenska:
Häming lade denna sten efter Stenbjörn (sin son?). Gud hjälpe hans ande och den heliga sankta Maria.